# 윤고딕
윤고딕은 윤디자인에서 개발한 폰트이다. 종류를 보면 윤고딕 100, 105, 200, 300, 500, 700, 705 등 7가지의 시리즈를 가진 종류들의 폰트로 이루어져 있다. 그리고 해당 폰트는 1994년에 출시된 폰트로 1995년에는 시범적인 테두리에 한하여 적용되었으나, 언론이나 PC화면, 웹 페이지, 포장재, 각종 인쇄물 등 다양하게 널리 쓰이는 폰트로 지금은 대한민국의 일상 생활에서 널리 쓰이고 있는 으뜸 폰트로 자리매김되어 있다. 그래서 윤고딕 중에서 300 계열의 폰트가 표준형으로 깔끔하며, 그 뒤로는 200, 700, 500 순으로 이룬다.

## 언어 지원 가능 영역
현재 윤고딕체는 한글, 영어는 물론 한자도 지원 가능하다. 다만, 일본어나 중국어, 러시아어 등 다른 언어들은 글꼴이 쉽게 깨지는 흐름 및 호환상 문제, 기술적인 한계를 감안하여 지원 불가능하다.

## 같이 보기
- 윤명조
- 윤체
- 나눔글꼴
- 맑은 고딕
- 산돌고딕네오
- 메이리오